# Ramayón
Ramayón es una localidad y comuna argentina, ubicada en el departamento San Justo de la provincia de Santa Fe.
Se encuentra a 113 km de Santa Fe. Recibió estatus de comuna el 7 de marzo de 1896.

## Población
Cuenta con 672 habitantes (Indec, 2010), lo que representa un descenso frente a los 743 habitantes (Indec, 2001) del censo anterior.
| Gráfica de evolución demográfica de Ramayón entre 1991 y 2010 |
|                                                               |
| Fuente: censos nacionales del INDEC                           |

## Localidades y Parajes
- Ramayón
- Parajes
  - Villa Lastenia
  - Villa Mercedes
  - Ntra. Señora de Lourdes, festividad: 11 de febrero

Referencias
- - Pueblo de la Familia Truchet, gente linda y con valores.
    - Pueblo de la familia Pascualon, pedazo de historia viva.[2]

## Historia de la iglesia
Tiempo después de haber sido fundado Ramayón y mientras el pueblo crecía lentamente, un grupo de personas le pidió al sacerdote que en esos momentos se encontraba en Marcelino Escalada, Padre Rafael Boninn- que también ofrece misa en el pueblo.
Casas de familia, galpones y una pieza ubicada en el cementerio fueron lugares para dar misa en los primeros tiempos. Allí se confirmaron muchas personas.
Tiempo después llegaría a Ramayón el padre Romeo Rizzetti y con él una imagen del santo San Bernardo (donado por la familia Mangini) considerado protector de las plagas. A sugerencia del sacerdote, se establecían ciertos lugares y fechas del pueblo y colonia para realizar los bautismos o confirmación para lo cual traía los libros de las capillas de San Martín Norte, Colonia Angeloni y San Justo para su registro.
Un día, un grupo de personas decide que había que formar una comisión de hombres y mujeres para realizar beneficios y colectas y todo lo que se pudiera hacer para construir un edificio para el templo. El 31 de julio de 1949 con el asesoramiento del presbítero Romeo Rizzetti, se constituyó la Comisión Pro templo formada por el presidente, Juan Corraín, vicepresidente, Juan Pascualón, secretario, Alfonso P. Gilardi, tesorero, Luis Busularo, quienes se abocan a la tarea de reunir fondos para la obra.
El 6 de agosto de 1949 se colocó la piedra fundamental, bendecida por el arzobispo de Santa Fe, Nicolás Fassolino y se inició el acarreo de ladrillos desde las localidades vecinas las que contribuyeron voluntariamente. La comisión designa constructor de la misma a Juan Supertino.

## Sitios externos
- Sitio provincial Inforama
- Sitio federal IFAM
- Coord. geográficas